# Amorbach

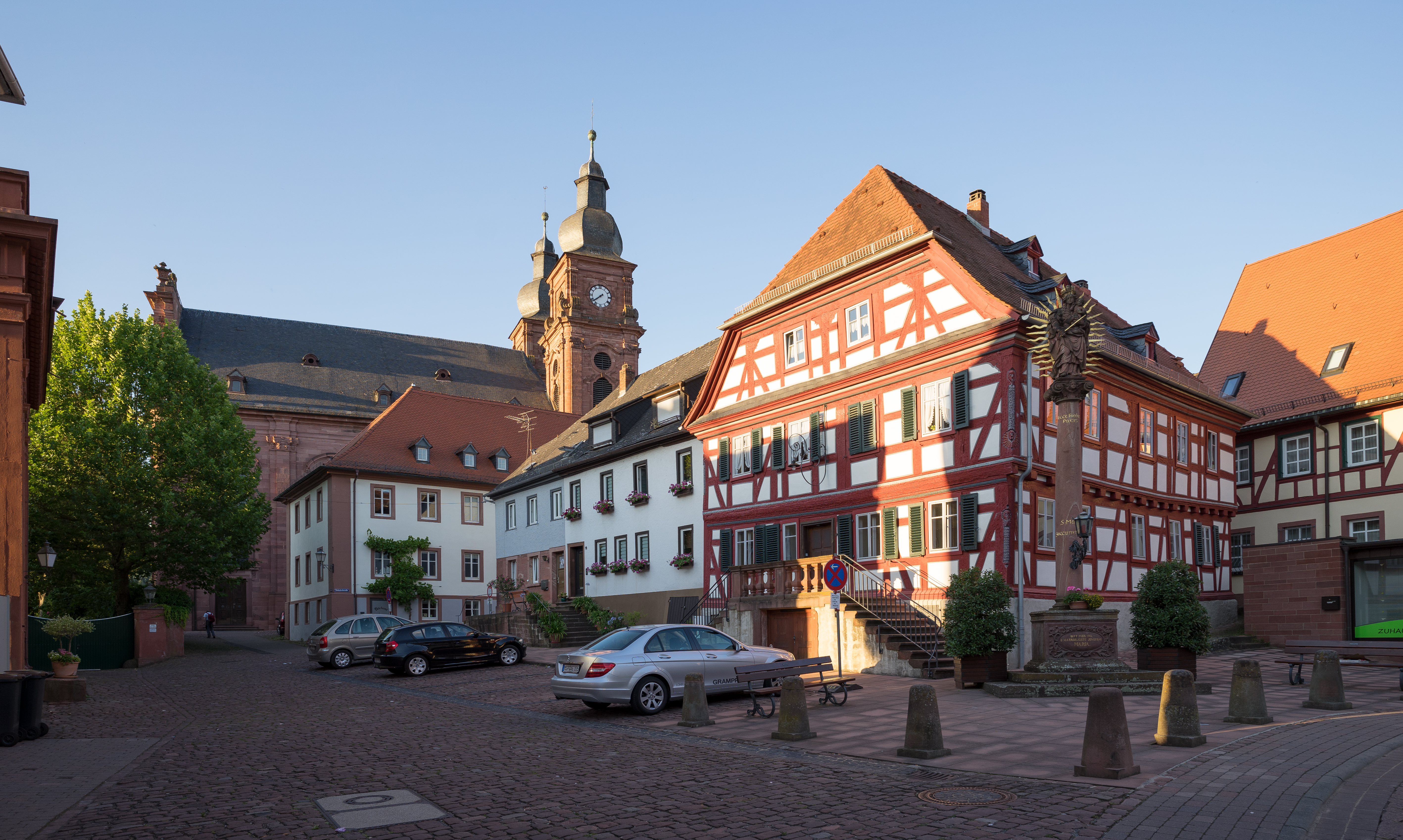
Amorbach

Amorbach este o localitate urbană de tip târg, un oraș din Franconia Inferioară, landul Bavaria, Germania.

## Legăturie externe
Materiale media legate de Amorbach la Wikimedia Commons
- Site web oficial